# سوق ادعام (البيضاء)
سوق ادعام هي إحدى قرى الجمهورية اليمنية. تتبع جغرافيا لمحافظة البيضاء و إداريًا لمديرية الزاهر. يبلغ تعداد سكانها 3405 نسمة حسب الإحصاء الذي أجري عام 2004.